# 喬·艾爾
祖-艾爾（英語：Jor-El）是《超人》故事中的一位虛構人物，最早出現在DC漫畫中，後來出現在電影里。他是超人的生父（超人在地球上的父親為養父），是氪星（Krypton）人。
祖-艾爾在氪星上是受尊敬的科學家，預測到星球即將毀滅，但理論卻不被接受。他與妻子勞拉（Lara）在星球毀滅前放棄自己的生命，將兒子凱-艾爾（Kal-El）放入太空艙中送走。最後凱-艾爾來到了地球，受到地球人肯特夫婦（Jonathan and Martha Kent）的收養，肯特夫婦並將他取名為克拉克·肯特。
在大多數的故事中，祖-艾爾的形象與他的兒子長大之後的長相非常相似。

## 其他媒體
- 《超人》系列电影：由馬龍·白蘭度飾演。
- 《超人前传》电视剧：由朱利安·桑兹饰演、特伦斯·斯坦普配音。
- DC擴展宇宙
  - 《超人：鋼鐵英雄》：由羅素·克洛飾演。
- DC宇宙 (影視系列)
  - 《超人 (2025年電影)》：由布萊德利·庫柏飾演。

## 外部連結
- Jor-El（页面存档备份，存于） at Smallville Wiki
- Jor-El (Kryptonian)（页面存档备份，存于） at Smallville Wiki
- Jor-El (clone)（页面存档备份，存于） at Smallville Wiki
- Supermanica bio on the pre-Crisis Jor-El（页面存档备份，存于）
- Superman Homepage bio on the post-Crisis Jor-El（页面存档备份，存于）